# Ceylonthelphusa sentosa
Ceylonthelphusa sentosa là một loài giáp xác trong họ Parathelphusidae.